# Comfort and Joy (album)
Comfort and Joy è parte della colonna sonora dell'omonimo film.
Pubblicato nel luglio 1984 solo nel Regno Unito, Germania e Paesi Bassi come maxi 45 giri (12"), è uno dei dischi più ricercati dai collezionisti. Sebbene non siano mai stati pubblicati in un unico CD come in vinile, i tre brani della tracklist sono reperibili su alcuni cd singoli; più in particolare, "Comfort - (Theme from Comfort and Joy)" è stato pubblicato nel 1993 sul cd singolo "Going Home - (Theme of the Local hero)" insieme ad altri due brani della colonna sonora "Local Hero", mentre "Joy" e "A Fistful of Ice Cream" sono stati pubblicati nel 1994 sul cd singolo "Ticket to Heaven" insieme ad altri due brani dei Dire Straits. Entrambi i cd sono rari e molto ricercati dai collezionisti. Da evidenziare che "A Fistful of Ice Cream", è un brano strumentale che ricorda molto "Private Investigations" di cui riprende il motivo suonato con la chitarra.

## Tracce
Musiche di Mark Knopfler
Lato A
1. "Comfort - (Theme from Comfort and Joy)"
2. "Joy"

Lato B
1. "A Fistful of Ice Cream"